# Stazione di Crespino del Lamone
La stazione di Crespino del Lamone è una stazione ferroviaria della Romagna toscana, posta sulla ferrovia Faentina. Serve l'omonima frazione del comune di Marradi.

## Storia
La stazione venne inaugurata nel 21 aprile 1893 in concomitanza del tratto Marradi-Borgo San Lorenzo della ferrovia Faentina.
Nel 1958 il servizio della stazione, insieme a quelle di Ronta e Panicaglia, venne esteso.

## Strutture e impianti

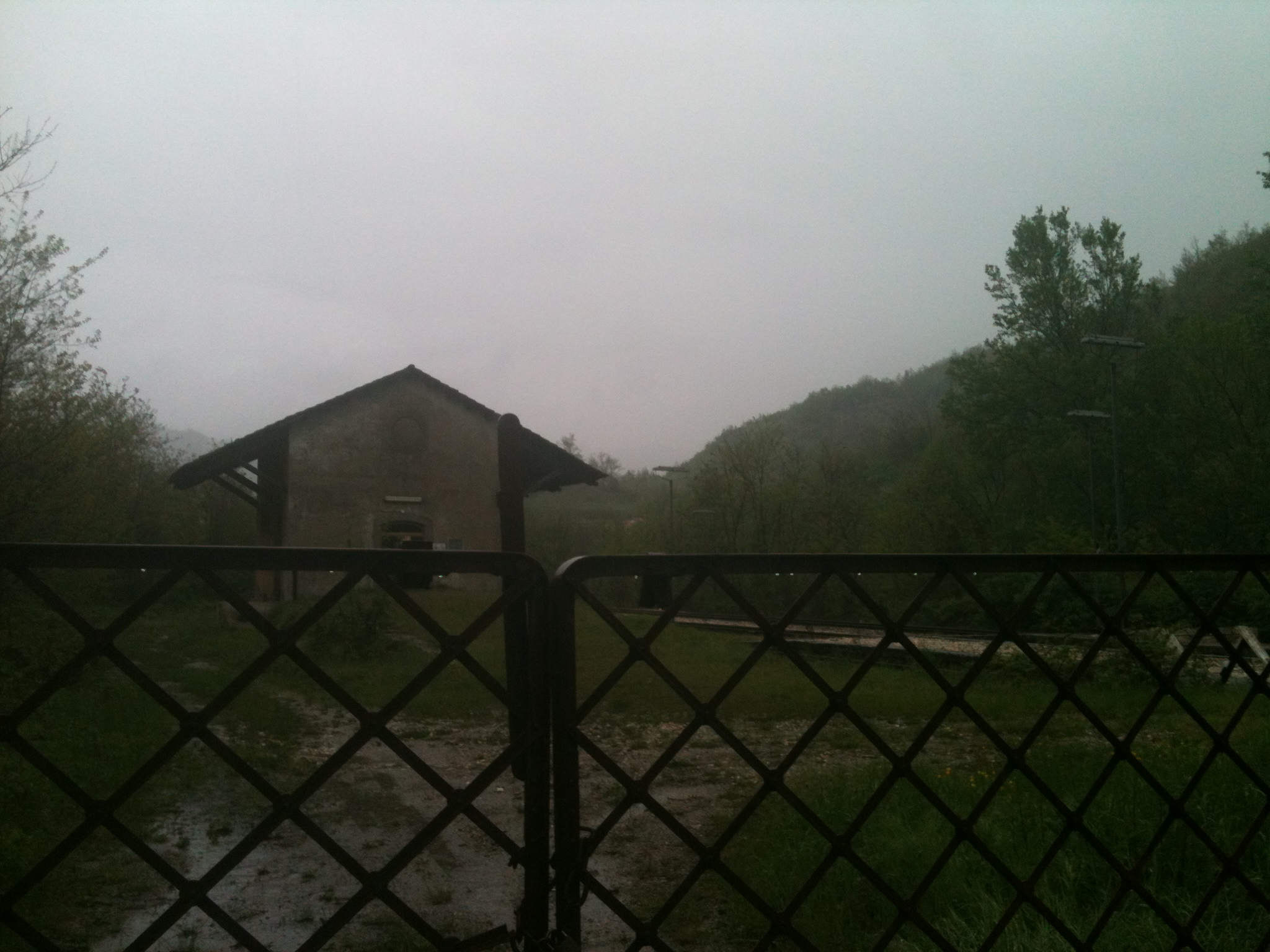
Magazzino e scalo merci della stazione. In primo piano il cancello di accesso all'area

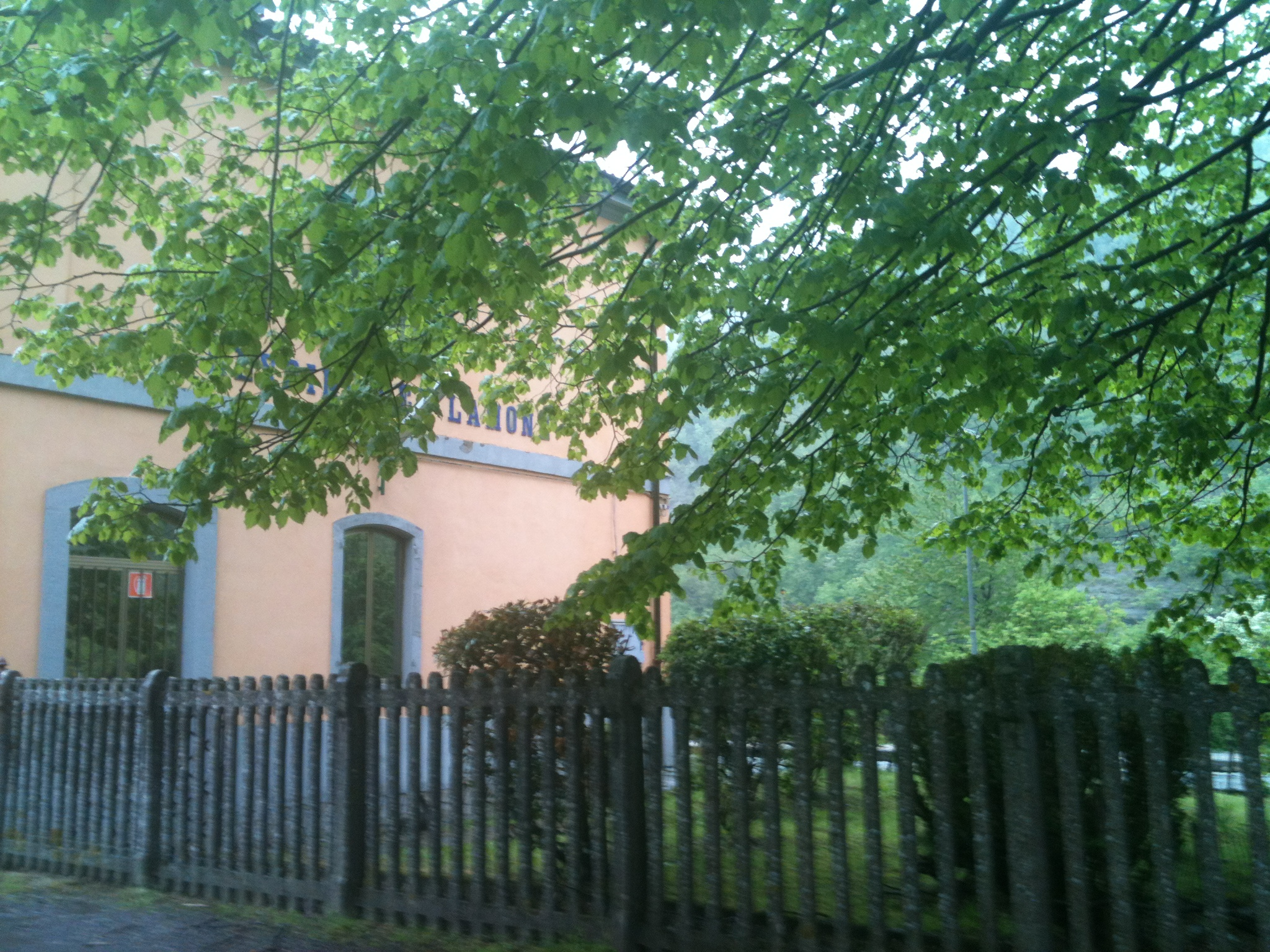
Scorcio del fabbricato viaggiatori

La stazione dispone di un fabbricato viaggiatori, chiuso al pubblico ed adibito ad abitazione privata. Accanto all'edificio è presente un magazzino per lo scalo merci, con un binario tronco autonomo, che si aggiunge ai due presenti per il traffico ferroviario. Oltre a questo ve ne è anche un altro che finisce a destra del fabbricato in direzione Faenza. Oltre al magazzino vi è anche un piano caricatore, usato in passato per scaricare o caricare le merci sui treni che arrivavano al piccolo scalo.

## Movimento
La stazione è servita dalle relazioni regionali Trenitalia svolte nell'ambito del contratto di servizio stipulato con la Regione Toscana denominato anche "Memorario".
La stazione è gestita da Rete Ferroviaria Italiana, che la classifica di categoria bronze. Nel 2007 aveva un traffico giornaliero di 25 unità.

## Interscambi
- Fermata autobus